# Allain Dhurtal
Pour les articles homonymes, voir Allain (homonymie).
Allain Dhurtal, de son vrai nom Pierre Louis Charles Henri Allain, est un acteur français né le 4 novembre 1886  à Paris (8e) où il est mort le 21 janvier 1968.
Connu également sous le nom d'Henri Dhurtal, il est le père de l'actrice Raymonde Allain, Miss France 1928.

## Théâtre
- 1913 : La Brebis égarée, de Francis Jammes, mise en scène d'Aurélien Lugné-Poë à la Salle Berlioz : Pierre Denis
- 1917 : Le Carrosse du Saint-Sacrement, de Prosper Mérimée, mise en scène de Jacques Copeau au Théâtre du Vieux-Colombier : Martinez
- 1917 : La Nuit des rois, de William Shakespeare, mise en scène de Jacques Copeau au Théâtre du Vieux-Colombier : Orsino
- 1917 : Barberine, d'Alfred de Musset, mise en scène de Jacques Copeau au théâtre du Vieux-Colombier : le comte Ulric
- 1924 : La Sonate à Kreutzer, de Fernand Nozière et Alfred Savoir d'après Léon Tolstoï, mise en scène Aurélien Lugné-Poë au théâtre de l'Œuvre
- 1933 : Le Document R 17, d'Alfred Gragnon et Derive, à la Scala
- 1936 : Dame Nature, d'André Birabeau, mise en scène de Paulette Pax au Théâtre de l'Œuvre : Monsieur Taluyers
- 1939 : Fascicule noir, de Louis Verneuil, au théâtre des Célestins puis au théâtre des Bouffes-Parisiens
- 1945 : Le Fleuve étincelant, de Charles Morgan, mise en scène de Jean Mercure au Théâtre Pigalle
- 1947 : Le Temps de vivre, de George Brewer et Bertram Bloch, adaptation de Pierre Barillet, mise en scène d'André Certes au Théâtre Pigalle
- 1948 : Le Maître de Santiago, d'Henry de Montherlant, mise en scène de Paul Oettly au théâtre Hébertot puis au Théâtre royal du Parc (Bruxelles) : Don Bernal de la Encina
- 1950 : L'Annonce faite à Marie, de Paul Claudel, mise en scène de Jean Vernier au Théâtre Hébertot : Anne Vercors
- 1954 : Pour le roi de Prusse, de Maurice Bray, mise en scène de Maurice Bray au Théâtre Hébertot : Frédéric-Guillaume 1er, roi de Prusse
- 1955 ; Gaspar Diaz, de Dominique Vincent, mise en scène de Claude Régy au Théâtre Hébertot : le Doyen du Cénacle
- 1957 : Vous qui nous jugez, de Robert Hossein, mise en scène de Robert Hossein au Théâtre de l'Œuvre : Monsieur Treword

## Filmographie
- 1912 : Don Quichotte de Camille de Morlhon : Cardenio
- 1931 : L'Amour à l'américaine de Claude Heymann
- 1932 : Ariane, jeune fille russe de Paul Czinner : le docteur Kundert
- 1933 : Casanova de René Barberis
- 1934 : Madame Bovary de Jean Renoir : le docteur Surgeon, chirurgien
- 1934 : Le Bossu de René Sti : le régent
- 1935 : Martha de Karl Anton
- 1936 : Moutonnet de René Sti
- 1938 : Remontons les Champs-Élysées de Sacha Guitry et Robert Bibal : le médecin du roi
- 1939 : Le Danube bleu d’Emil-Edwin Reinert : Joska
- 1939 : L'Embuscade de Fernand Rivers
- 1939 : Le monde tremblera ou La Révolte des vivants de Richard Pottier
- 1941 : Feu sacré de Maurice Cloche
- 1942 : La Belle Aventure, de Marc Allégret : le docteur Pimbrache
- 1943 : Après l'orage de Pierre-Jean Ducis
- 1944 : Le Bossu de Jean Delannoy
- 1945 : Farandole de André Zwobada
- 1947 : Erreur judiciaire de Maurice de Canonge : le directeur
- 1947 : Fantômas de Jean Sacha
- 1948 : Ruy Blas de Pierre Billon : un ministre
- 1949 : L'Homme de la tour Eiffel  de Irving Allen, Charles Laughton et Burgess Meredith
- 1950 : Le Château de verre de René Clément : l'avocat
- 1951 : Gibier de potence de Roger Richebé
- 1953 : Si Versailles m'était conté de Sacha Guitry : Bontemps
- 1956 : En votre âme et conscience, épisode : L'Affaire Prado de Jean Prat et Claude Barma
- 1957 : L'Étrange Monsieur Steve de Raymond Bailly : le directeur
- 1957 : En votre âme et conscience, épisode : L'affaire Levaillant ou le Cabinet des embûches de  Claude Barma
- 1957 : La Garçonne de Jacqueline Audry
- 1957 : Les Misérables de Jean-Paul Le Chanois
- 1957 :  Miss Catastrophe de Dimitri Kirsanoff
- 1958 : Christine de Pierre Gaspard-Huit : le témoin d'Eggersdorf
- 1963 : Le Magot de Josefa de Claude Autant-Lara : le caissier
- 1964 : L'Abonné de la ligne U de Yannick Andreï TV
- 1968 : Le Troisième Âge, court métrage de Jean Bellanger